# Hellbent
Hellbent (Halloween Sangriento en México)  es una película de terror slasher gay de 2004, escrita y dirigida por Paul Etheredge-Ouzts. Consideradala primera película con temática "Slasher Gay".  Hellbent se emitió durante el festival de cine gay y lésbico a lo largo del 2004 y 2005 antes de un lanzamiento limitado en cines en septiembre de 2005. La película ayudó a provocar una ola de películas de "gay slasher", en México la película fue distribuida por Videomax bajo el título de Halloween Sangriento.

## Argumento
La noche antes de Halloween, una pareja gay se besuquea en un automóvil (Miguel Ángel Caballero & Samuel A. Levine) cuando aparece un asesino con el torso desnudo con una máscara de demonio (Luke Weaver) y los decapita con una hoz. 
En Halloween Eddie (Dylan Fergus) se encuentra en su trabajo como técnico de policía hablando con su oficial de policía que es su hermana. El Distribuye volantes sobre los asesinatos y va vestido con el uniforme de policía de su padre para un disfraz de Halloween. Mientras distribuía los volantes, se encuentra con Jake (Bryan Kirkwood) en una tienda de tatuajes. 
Eddie se encuentra con sus amigos Chaz (Andrew Levitas), Joey (Hank Harris) y Tobey (Matt Phillips), y se dirigen al West Hollywood Halloween Carnaval. Visitan la escena del crimen, donde aparece el asesino enmascarado del diablo. Se burlan de él porque creen que los está atravesando cuando estos se asustan al ver que el enmascarado esta sacando un cuchillo.
Eddie y sus amigos entran en el carnaval, y Eddie ve a Jake entrar también. Eddie se va a buscar a Jake. Joey ve a un hombre del que está enamorado desde hace semanas en uno de los lugares de baile. Chaz anima a Joey a hablar con el hombre, pero cuando lo hace, Joey es cruelmente rechazado. Chaz va al baño con Joey para consolarlo, luego espera a Joey afuera. Chaz toma éxtasis y se va cuando ve pasar a un hombre apuesto. El enamoramiento de Joey entra al baño y se disculpa, dejando a Joey extáticamente feliz. En ese momento, el asesino sale de un baño y decapita a Joey, tomando su cabeza como un trofeo.
Chaz va a otro lugar del baile, donde el asesino lo alcanza en la pista de baile. En su estado de drogadicción, Chaz no se da cuenta de que el asesino está cortando su torso con la hoz. Entonces, el asesino decapita a Chaz mientras la multitud baila (pensando que es una broma de Halloween).
Tobey, borracho y enojado de que nadie lo voltea a ver mientras está en su callejón del carnaval Halloween, ve al asesino, que aún lleva las cabezas de Joey y Chaz en bolsas de trucos o regalos. Tobey persigue al asesino, quien también lo ignora. Cuando Tobey quita parcialmente su resistencia, el asesino regresa y lo decapita también.
Eddie finalmente encuentra a Jake. Van al primer lugar de baile, pero descubren que está cerrado después del descubrimiento del cuerpo de Joey. Jake sube una valla de alambre para recuperar su motocicleta, y Eddie lo persigue. En su motocicleta, Jake se dirige a la salida para dar la vuelta y regresar con Eddie. El asesino encuentra a Eddie dentro del lugar de baile cerrado, y lo ataca. 
Eddie se encierra en un recinto de malla de poca profundidad. El asesino ataca a Eddie con su guadaña; la punta de la hoja solo toca el ojo de vidrio de Eddie. Jake llega con un oficial de policía, y el asesino se va.
Eddie y Jake dan sus declaraciones en la jefatura de policía. Jake descubre que Eddie quería ser un policía como su padre. Pero perdió un ojo en un accidente de entrenamiento, y tiene un ojo de vidrio significa que ahora no puede unirse a la fuerza. Los dos se van al departamento de Eddie y comienzan a tener relaciones sexuales. Jake esposa a Eddie a su cama y va en busca de condones. Cuando regresa, el asesino lo apuñala y lo da por muerto. Eddie escucha la lucha y grita. A medida que el asesino se acerca y Eddie lucha con las esposas, Jake golpea al asesino por la espalda con un bate de béisbol. Eddie saca una mano de las esposas, atiende la herida de Jake y se dirige a llamar a una ambulancia, pero el asesino despierta y desactiva el teléfono. Eddie corre a la cocina. Encuentra un cuchillo pero también encuentra las cabezas de Joey, Chaz y Tobey en un armario. Eddie evade al asesino y se retira a su habitación, encerrando a Jake y a él. Mientras el asesino corta la puerta, Eddie recupera el arma de su padre y algunas balas. Eddie empuja a Jake a la salida de incendios y carga el arma. El asesino rompe la puerta y ataca a Eddie de nuevo, golpeándolo por la ventana y sobre la baranda de escape. Cuando Eddie cuelga de la escalera de incendios, el asesino se vuelve hacia Jake. Eddie dispara el arma, rozando a Jake (ya que a Eddie le falta la visión estereoscópica y la percepción de profundidad para apuntar bien). Eddie dispara de nuevo, golpeando al asesino en la frente.
La película termina con Jake llevado al hospital en una ambulancia, y Eddie prometiendo estar allí cuando se despierte. La hermana de Eddie se regodea con el asesino caído, pero Eddie se da cuenta de que el hombre todavía está vivo. En el último momento, el asesino abre los ojos y sonríe horriblemente, revelando que todavía el ojo artificial de Eddie el cual lo lleva apretado en sus dientes.

## Producción

### Concepto
Alrededor de 2000, los productores ejecutivos Michael Roth (Circuit), Joseph Wolf (Fade to Black, Hell Night, Halloween II, Halloween III: Temporada de la bruja) y Karen Lee Wolf (Children of the Living Dead) concibieron la idea de una película de terror de asesino en serie con personajes homosexuales. Tenían poco más que un concepto que involucraba a Halloween, un asesino enmascarado, y usaban West Hollywood, California, como ubicación. 
Paul Etheredge-Ouzts, un director de arte que había trabajado con Roth en dos películas, estaba trabajando en la oficina de producción del trío. Después de leer una porción de un guion de comedia romántica que Etheredge-Ouzts había escrito, los productores le pidieron que escribiera y dirigiera su película de terror de temática gay. Fue una foto de micro presupuesto con un presupuesto publicitario mínimo. 
Etheredge-Ouzts nunca había escrito un guion completo antes, ni dirigido una película. Para prepararse para escribir el guion, Etheredge-Ouzts vio tantas películas de terror de la década de 1980 como pudo localizar. A partir de estos, identificó una estructura cinematográfica y tipos de personajes de archivo ("la chica final", "la ingénue", "la zorra", "el tipo duro"), convirtiendo cada tipo en una versión gay de la tropo heterosexual. En lugar de escribir personajes que son estereotipos LGBT o cuya sexualidad es su rasgo de personalidad crítico y definitorio, Etheredge-Ouzts escribió personajes cuya sexualidad parecía incidental para ellos. "Los jóvenes en Hellbent han dejado de preocuparse por si 'está bien ser gay' o no", dijo más tarde. 
Etheredge-Ouzts también eligió mantener al asesino lo más anónimo posible. Quería que la audiencia proyectara sus miedos sobre el asesino, asignándole un motivo y antecedentes propios. Agregar detalles parecía despojar al personaje de la amenaza, sintió. Este enfoque llevó a Etheredge-Ouzts a cortar todas las líneas del asesino de la película, ya que temía que una parte de la audiencia encontrara que la voz utilizada no era aterradora. 
También comenzó a trabajar en un estilo visual para la película que ayudaría a disfrazar su bajo presupuesto. La película brasileña-francesa de 1959 Black Orpheus fue una guía inicial, con el trabajo de los fotógrafos James Bidgood y Pierre et Gilles y la película de ciencia ficción de 1953 Invaders from Mars que proporcionó inspiración posterior.  También trabajó en estrecha colaboración con el diseñador de producción Matthew Flood Ferguson y el director de fotografía Mark Mervis para descubrir cómo capturar la "atmósfera surrealista y de carnaval de Halloween".
en una entrevista el director dijo: "No estaba seleccionando a estos personajes (y sus problemas) como representantes de la comunidad gay en general. En la película tradicional slasher, el asesinato se presenta como un castigo, a menudo para el sexo prematrimonial. En Hellbent, no quería que la audiencia equiparar el sexo gay con la muerte (el sexo premarital es todo lo que tenemos los homosexuales). En su lugar, opté por darle a cada uno de los personajes un defecto fatal específico que explota mi asesino: uso de drogas recreativas que anestesian los sentidos, adicción a la atención, instinto de vuelo abrumado por dicha romántica. Ciertamente no juzgo su comportamiento; son solo niños, después de todo. Nadie está siendo castigado por sus fallas humanas, en mi mente ".
El guionista y director Paul Etheredge-Ouzts sobre su aproximación al personaje de Hellbent 

### Grabación y Segunda Unidad
La segunda unidad de filmación en Hellbent comenzó en octubre de 2001. Etheredge-Ouzts solo tenía un concepto para la película y todavía no tenía un guion, pero ya había decidido que no quería usar material de archivo en la película. La segunda unidad fue enviada al West Hollywood Halloween Carnaval de 2001, para "grabar a cualquier cosa".  Aunque se grabaron seis horas de filmación, menos de dos minutos aparecen en la película. 
Cuando Etheredge-Ouzts y el supervisor musical de John Norris comenzaron a planear la música para la película, Etheredge-Ouzts leyó un artículo sobre la escena queercore (punk gay) en Los Ángeles. El artículo mencionó a la banda queercore Nick Name and the Normals,  Etheredge-Ouzts contactaron a Name Name para ver si estaría interesado en escribir música para la película. Trabajar con Name ayudó a Etheredge-Ouzts a definir mejor la estética, los personajes y los temas de la película. En algún momento, a Name, que había sido modelo de Abercrombie & Fitch, se le pidió que interpretara al asesino en serie de la película, y él estuvo de acuerdo. A través de Name, Etheredge-Ouzts conoció a Texas Terri, a quien eligió como tatuador. Más tarde, Etheredge-Ouzts descubrió que Texas Terri era cantante y músico de punk rock, y luego le pidió que contribuyera a la banda sonora. 

### Guion y casting
La secuencia de comandos se terminó en algún momento a principios o mediados de 2002. La filmación en vivo ocurrió en Santa Monica Boulevard en West Hollywood,  y una ubicación boscosa en Los Ángeles fue utilizada como escenario del primer crimen. Varios conjuntos fueron construidos para representar el carnaval y las calles. Varias escenas fueron filmadas en los edificios de Los Ángeles (incluida una iglesia local) reparadas para que pareciesen lugares de carnaval. 
El lanzamiento ocurrió poco antes de que comenzara la fotografía principal. Etheredge-Ouzts buscó un elenco racialmente diverso de hombres guapos que eran "tipos regulares" que no "jugaban al homosexual". Debido a que el calendario de rodaje era muy apretado, los actores fueron elegidos que no requirieron tiempo de ensayo. El casting concluyó dos días antes de que comenzara la fotografía principal, dejando el tiempo justo para disfrazar a los actores. Aunque el personaje principal, Eddie, estaba destinado a ser latino, ninguno de los otros personajes había sido escrito con una etnia en mente. Sin embargo, solo un pequeño número de actores minoritarios raciales y étnicos audicionaron para la película, y ninguno de ellos tenía las habilidades necesarias para actuar. En un momento, Etheredge-Ouzts afirmó que 30 actores no blancos estaban programados para la audición y ninguno de ellos se presentó. Esto dejó la producción con un elenco totalmente blanco. El director atribuyó la falta de interés del actor minoritario a la falta de voluntad de interpretar a un personaje gay. Dylan Fergus fue elegido justo dos días antes de que comenzara la fotografía principal. Aunque descontento con el corte de pelo de Fergus, el equipo de producción decidió no cortarle el pelo. Si el corte de cabello no salió bien, no hubo tiempo para que su cabello volviera a crecer. 

### Fotografía principal y título
El rodaje ocurrió en octubre de 2002, e involucró a un reparto y un equipo de unas 30 personas. La filmación ocurrió sin ningún incidente importante. Ninguno de los actores principales, todos heterosexuales, tuvo problemas para retratar personajes homosexuales o para besarse o jugar sexualmente entre personas del mismo sexo.  El actor Dylan Fergus ("Eddie") encontró difícil besar a su co-estrella Bryan Kirkwood ("Jake") al final del día debido a las cinco en punto de la sombra de Kirkwood, y el actor Matt Phillips ("Tobey") Cayó varias veces mientras usaba calzado de tacón alto. 
Etheredge-Ouzts nunca había sido capaz de diseñar un título apropiado para la película a fines de 2002. Los productores propusieron celebrar un concurso en línea para permitir que el público nombrara la película (sin ser vista). El concurso comenzó a ejecutarse en septiembre de 2003. Etheredge-Ouzts se consternó al descubrir que la mayoría de las sugerencias eran muy pobres; muchos eran sexualmente inapropiados, algunos demasiado cursis, y otros demasiado tópicos (lo que significaba que no soportarían la prueba del tiempo). Entre las sugerencias recibidas se encuentran Boy Meets Knife, Queer Eye for the Dead Guy y 28 Gays Later. Entre las ocho presentaciones finales recibidas en el último día del concurso, se encontraba el título Hellbent. Etheredge-Ouzts eligió a Hellbent para el título porque era agresivo y simple, así como un juego de palabras (que se refiere tanto al asesino enmascarado del diablo como a las víctimas "encorvadas" [por ejemplo, homosexuales]). El título también era flexible, ya que podía referirse al asesino, la imprudencia de las víctimas o el ritmo rápido de la imagen.

## Reparto
- Dylan Fergus como Eddie.
- Bryan Kirkwood como Jake.
- Hank Harris como Joey.
- Andrew Levitas como Chaz.
- Matt Phillips como Tobey.
- Kent James como Nick Name (como Nick Name).
- Wren T. Brown como Capitán de policía.
- Nina Landey como Maria.
- Samuel A. Levine como Mikey (como Samuel Aarons).
- Kris Andersso como White Pepper.
- Shaun T. Benjamin como Oficial de policía (como Shaun Benjamin).
- Baron Rogers como Jared Reynolds.
- Miguel Ángel Caballero como Jorge (como Miguel Caballero).
- Blake Davis como chico de la fraternidad.
- Jerry Farmer como Tatuador.

## Lanzamiento
Hellbent fue lanzado en Región 1 en DVD el 1 de septiembre de 2006, también se ha lanzado en la Región 2 posteriormente. Hellbent fue lanzado en la Región 4 en DVD por Out and About films el 27 de febrero de 2007.
Hellbent se proyectó en alrededor de 30 festivales de cine LGBTQ en los Estados Unidos entre junio de 2004 y abril de 2006. Fue lanzado comercialmente en 39 cines, en su mayoría pequeños cines independientes, en septiembre de 2005, recaudando $ 183,066 ($ 229,386 en dólares de 2017). Inicialmente se comercializó como una "película gay slasher", Hellbent luego se comercializó como una "película de asesinatos raros" para enfatizar su naturaleza supuestamente pionera.La campaña publicitaria de Hellbent también afirmó que la película era la "primera" película gay slasher. Sin embargo, esto no es una afirmación precisa, ya que las películas gay slasher Make a Wish (2002), Dead Guys (2003) y High Tension (2003) lo precedieron. 
El éxito y la popularidad de la película engendraron varias películas de temática similar, creando un nuevo género de película llamado "queer horror". 
Hellbent se lanzó como DVD de la Región 1 el 1 de septiembre de 2006.También se lanzó en la Región 2. El 27 de febrero de 2007 se emitió un DVD de la Región 4.
En México la película fue distribuida bajo el nombre de "Halloween Sangriento" por Videomax.

## Recepción de la crítica
Reseñas para Hellbent fueron en general positivas. Dennis Harvey, escribiendo en Variety, lo llamó una "foto de slasher recta" que fue "divertida, si es una pequeña diversión de terror" y hábilmente dirigida por el primer actor Paul Etheredge-Ouzts". Harvey encontró el película principalmente formulaic, pero disfrutó el final. Laura Kern de The New York Times llamó a la película "entretenida" y "observable". El crítico Ed Gonzalez en Slant Magazine calificó la película como "mejor que la mayoría de las películas de su tipo", y elogió las escenas de muerte, a las que llamó "algunas de las secuencias de decapitación más jugosas y convincentes desde el Trauma de Argento". Al escribir para IndieWire, el crítico Michael Koresky encontró que la película carecía de matices, era "más eficiente que innovadora" e incluso algo obsoleta, aunque dijo que era placentera y alegre y logró captar la atención del público.  Peter Hartlaub fue más crítico con la película en su revisión, y concluyó que Hellbent no era inteligente, ni atemorizante, ni adormecedoramente predecible.  En contraste, el crítico de cine del Seattle Times, Jeff Shannon, pensó en la novela cinematográfica y la elogió por regresar a los simples tropos de las primeras películas de terror. Disfrutó de la combinación de gore y humor,  aunque Hartlaub no encontró que el humor redimiera la película. 
Aunque el crítico Dennis Harvey encontró el guion lleno de agujeros en la trama, no lo eran más que en la película de slasher promedio. Criticó al personaje principal de Eddie como insulso, pero tenía buenas palabras para la actuación de Andrew Levitas como el hedonista Chaz. Laura Kern encontró el diálogo cursi, pero tuvo palabras muy positivas sobre la forma en que cada personaje cobró vida (lo cual, según ella, hacía que fuera aún más difícil ver a cada persona morir). Los críticos Jeff Shannon y Peter Hartlaub también encontraron los personajes bien desarrollados, y Hartlaub pensó que las actuaciones de Dylan Fergus y Matt Phillips eran las mejores de la película. El crítico de cine de Chicago Tribune Michael Wilmington también disfrutó de la forma en que la película presentó al público varios estereotipos (drag queen, leatherman, sex addict) y luego los mató, dejando vivo al personaje más plenamente realizado. 
La revisora Laura Kern calificó la decisión de revelar poco sobre el asesino como "una inteligente".  Jeff Shannon era más ambivalente, pero pensó que la fetichización del ojo artificial de Eddie por parte del asesino era divertida e intrigante. El crítico Michael Koresky, sin embargo, fue más equívoco, y calificó este elemento de la película como su mayor fortaleza y su debilidad más persistente. 
El crítico Ed González disfrutó de lo que llamó las "expresiones francas de identidad gay frustrada" del guion. Fue alabado por la forma en que la película utilizó el "mal ojo" de Eddie como motivo de sus inseguridades sexuales, autoobsesión y daño emocional. . Lo describió como una "obsesión singularmente perversa con la discapacidad". La estudiosa de cine Claire Sisco King fue más mixta en su evaluación, argumentando que la película tenía una marcada ambivalencia de identidad homosexual. Al rechazar ciertos estereotipos LGBT (como la "reina en llamas"), la película limita "cómo gay" es aceptable, socavando su afirmación de ser "queer" (por ejemplo, radical y no normativo) y reforzando las ideas heteronormativas sobre la masculinidad. Aunque el guionista y director Paul Etheredge-Ouzts trató de evitar el típico tropel cinematográfico de castigar a las personas sexualmente activas, King concluye que hizo exactamente lo contrario: Eddie, sexualmente inhibido, les dice repetidamente a sus amigos que no tengan relaciones sexuales. Todos los amigos sexualmente activos mueren y Eddie (cuyo único intento de tener sexo en la película se interrumpe antes de que comience) sobrevive. El crítico Jeff Shannon no estuvo de acuerdo, argumentando que el instinto y el humor con el que se producen los asesinatos evitaban el tropo "igual al sexo y la muerte" de la mayoría de las películas de terror. Señaló los agonizantes dolores del cuerpo decapitado de Chaz, que según dijo recibió la mayor risa de la audiencia en su proyección. 
El diseño de producción y la cinematografía también obtuvieron algunos elogios de parte de los críticos. Claire Sisco King calificó el uso de imágenes reales no convencionales y disruptivas de una manera positiva. La edición se describió como similar a la de un video musical,  y la crítica Laura Kern lo encontró efectivamente ritmo. Michael Koresky describió la escena de la muerte de Joey en el baño empapado de rojo con mucha efectividad, aunque Peter Hartlaub descubrió que la iluminación oscurecía la acción en lugar de realzarla. A excepción de los efectos de luz estroboscópica durante la muerte de Chaz y el momento en que la guadaña del asesino toca el ojo de vidrio de Eddie, Kern encontró que los efectos especiales solo eran normales. 

## Soundtrack
Hellbent presenta canciones originales y con licencia de las bandas queercore Best Revenge, Nick Name and the Normals, Pansy Division y Three Dollar Bill. La música ha sido descrita como "dosis iguales de pistas de club y un metal estilo Korn", además de incluir canciones de Ex-Actor Porno Colton Ford, Paul Lekakis, H20S04, Household Names, Sex and Reverb, Skinjobs, Three Dollar Bill, Karmacoda, Daisy Chaynes y THUTHEN.